# オーシャンラブ
オーシャンラブ(Oceanlab)は2000年にロンドンで結成されたボーカルトランスミュージックグループである。メンバーはボーカルのジャスティン・スイッサとAbove & Beyondのジョナサン・グラント、トニー・マッギネス、パーヴォ・シリャマキから構成されている。

## ディスコグラフィー

### アルバム
- 2008: Sirens of the Sea
- 2009: Sirens of the Sea Remixed

### シングル
- 2001: "Clear Blue Water"
- 2002: "Sky Falls Down"
- 2003: "Beautiful Together"
- 2004: "Satellite"
- 2008: "Sirens of the Sea"
- 2008: "Miracle"
- 2008: "Breaking Ties"
- 2009: "On A Good Day"